# Volkovija (Brvenica)
Volkovija (makedonsky: Волковија) je vesnice v Severní Makedonii. Nachází se v opštině Brvenica v Položském regionu.

## Geografie
Obec Volkovija hraničí s opštinou Gostivar. Leží na úpatí hory Suva Gora. Vesnice je kopcovitá a hornatá, leží v nadmořské výšce 540 metrů. V bezprostřední blízkosti se rozprostírá široký smíšený les - Volkovska Korija, bohatý na duby, buky, borovice, jedle, bílý a černý habr, divoký kaštan atd. Přímo nad vesnicí se tyčí kopec Chuka, bohatý na vysoký dubový les. Horu obývá několik druhů zvěře: prase divoké, liška, vlk, králík divoký, srnec, jelen. Klima je mírně kontinentální, s horkými léty a zasněženými a studenými zimami, jaro a podzim s bohatými srážkami. V blízkosti vesnice protékají řeky Vardar, Mazdrača, Bara a Izvori.
Od města Tetovo je vzdálená 22 km a od města Gostivar 11 km.

## Historie
Obec je staršího data, neexistují však žádné nálezy, které by přesněji určili její stáří. V písemných pramenech je poprvé zmíněna v roce 1348. Žilo zde slovanské obyvatelstvo křesťanského vyznání. Údajně zde žilo až 3 tisíce obyvatel.
V osmanských sčítacích listinách z let 1467/68 je zde zaznamenáno 35 křesťanských rodin, 4 svobodní, 4 vdovy a 5 muslimských rodin.Vesnice jakožto křesťanská obec si procházela těžkými časy, napříč tomu zde byly vystavěny tři kostely a dlouho zde fungoval volkovský klášter, který byl později vypálen osmanskými vojsky, kteří zdevastovali celou oblast. Turci chtěli ukrást i klášterní knihy, kněz je ale během jedné noci spálil.
Podle záznamů Vasila Kančova z roku 1900 zde žilo 640 obyvatel makedonské národnosti.
Volkovští obyvatelé zažili problémy i během druhé světové války, kdy vesnici srovnaly se zemí italské balistické střely. Vesnice hlídali muslimští obyvatelé z vesnice Čegrane.
Za dob Jugoslávie byly majetky obyvatel sjednoceny do družstva, které produkovaly celému regionu produkty.
Během let se počet obyvatel vesnice snižoval, jelikož lidé začali migrovat do měst za lepší prací. Každoročně se zde pořádá slavnost, kde původní obyvatelé stále setkávají. Vesnice slouží i jako místo, kde lidé staví své víkendové chaty.

## Demografie
Podle sčítání lidu z roku 2021 žije ve vesnici 188 obyvatel. Etnické skupiny jsou:
- Makedonci – 179
- Albánci - 1
- ostatní - 8

| Rok          | 1900 | 1948 | 1953 | 1961 | 1971 | 1981 | 1991 | 1994 | 2002 | 2021 |
| ------------ | ---- | ---- | ---- | ---- | ---- | ---- | ---- | ---- | ---- | ---- |
| Obyvatelstvo | 640  | 766  | 777  | 601  | 399  | 311  | 262  | 269  | 270  | 188  |